# Гайок (Тернопільський район)
Гайо́к —  село в Україні, у Нараївській сільській громаді Тернопільського району Тернопільської області. До 5 квітня 2019 року підпорядковане Лапшинській сільраді. Поблизу Гайку був хутір Колонія, нині приєднаний до села.

## Географія
Розташоване на березі річки Золота Липа, у яку впадає річка Гай.
У селі є 2 вулиці: Малинівка хутір та Садова.

### Клімат
Для села характерний помірно континентальний клімат. Гайок розташований у «холодному Поділлі» — найхолоднішому регіоні Тернопільської області.
| Клімат Гайка              | Клімат Гайка | Клімат Гайка | Клімат Гайка | Клімат Гайка | Клімат Гайка | Клімат Гайка | Клімат Гайка | Клімат Гайка | Клімат Гайка | Клімат Гайка | Клімат Гайка | Клімат Гайка | Клімат Гайка |
| Показник                  | Січ.         | Лют.         | Бер.         | Квіт.        | Трав.        | Черв.        | Лип.         | Серп.        | Вер.         | Жовт.        | Лист.        | Груд.        | Рік          |
| Середній максимум, °C     | −1,3         | 0,0          | 5,0          | 13,0         | 19,0         | 22,2         | 23,5         | 22,8         | 18,6         | 12,8         | 5,7          | 0,7          | 11           |
| Середня температура, °C   | −4,2         | −2,9         | 1,4          | 8,2          | 13,6         | 16,9         | 18,2         | 17,4         | 13,5         | 8,3          | 2,8          | −1,8         | 7            |
| Середній мінімум, °C      | −7,1         | −5,7         | −2,1         | 3,4          | 8,3          | 11,6         | 13,0         | 12,1         | 8,5          | 3,8          | 0,0          | −4,3         | 3            |
| Норма опадів, мм          | 32           | 31           | 33           | 50           | 77           | 91           | 95           | 71           | 56           | 39           | 37           | 40           | 652          |
| ------------------------- | ------------ | ------------ | ------------ | ------------ | ------------ | ------------ | ------------ | ------------ | ------------ | ------------ | ------------ | ------------ | ------------ |
| Джерело: climate-data.org |              |              |              |              |              |              |              |              |              |              |              |              |              |

## Історія
У 1880 році угіддя фільварку розташовувалися по обидві сторони від дороги Бережани — Нараїв на сході  простягалися аж до села Лапшин. 
12 червня 2020 року, відповідно до розпорядження Кабінету Міністрів України № 724-р «Про визначення адміністративних центрів та затвердження територій територіальних громад Тернопільської області» увійшло до складу Нараївської сільської громади.
19 липня 2020 року, в результаті адміністративно-територіальної реформи та ліквідації Бережанського району, село увійшло до складу Тернопільського району.

## Релігія
- церква Вознесіння Господнього (2009, УГКЦ).

## Населення
Населення — 167 осіб (2001). Дворів — 47.

### Мова
Розподіл населення за рідною мовою за даними перепису 2001 року:
| Мова       | Кількість | Відсоток |
| ---------- | --------- | -------- |
| українська | 167       | 100%     |

## Політика
Від 28 квітня 2012 року село належить до виборчого округу 165.

## Освіта
Раніше у селі діяла загальноосвітня школа І ступеня.

## Галерея

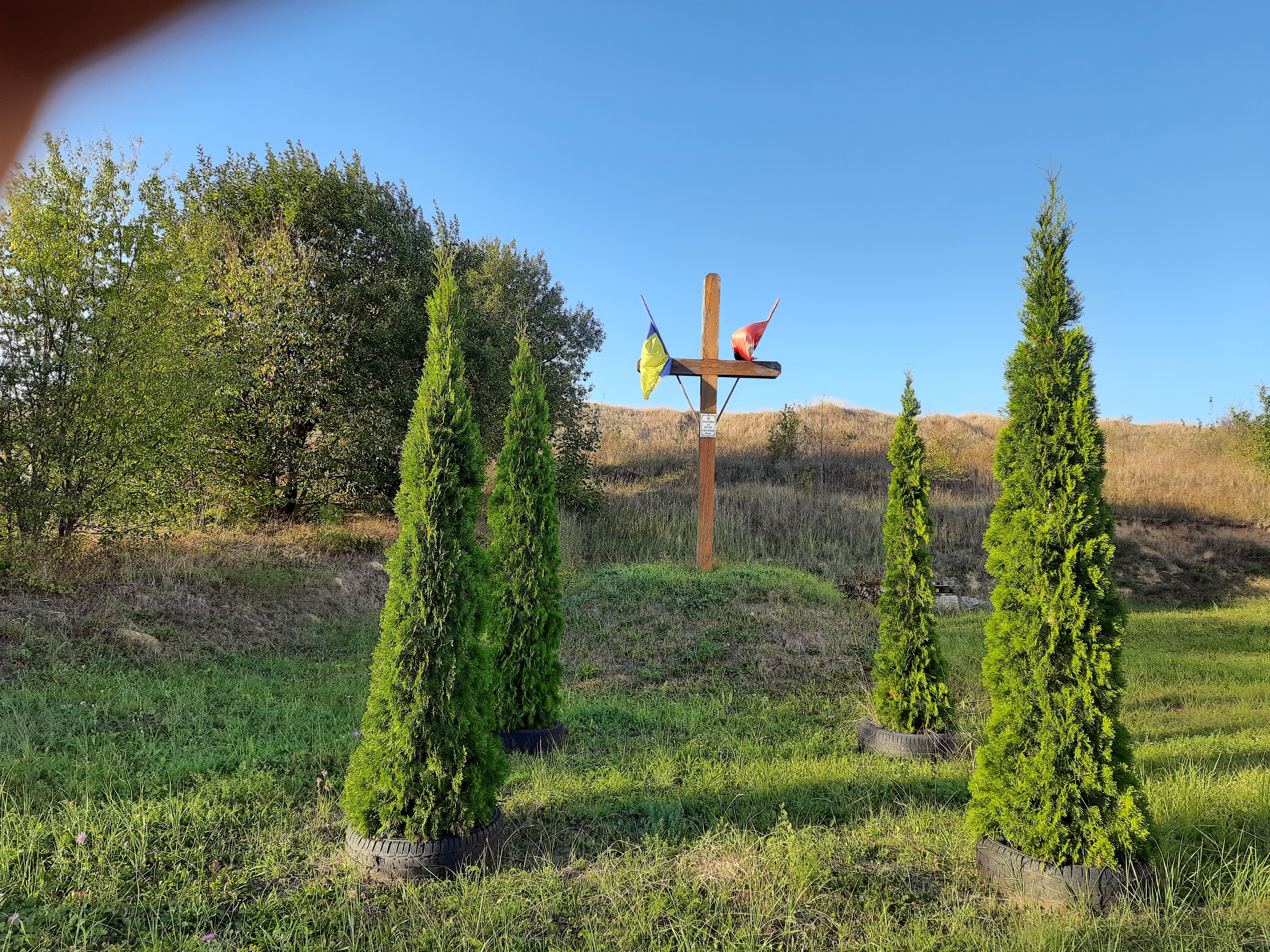
Символічна могила Борцям за волю України
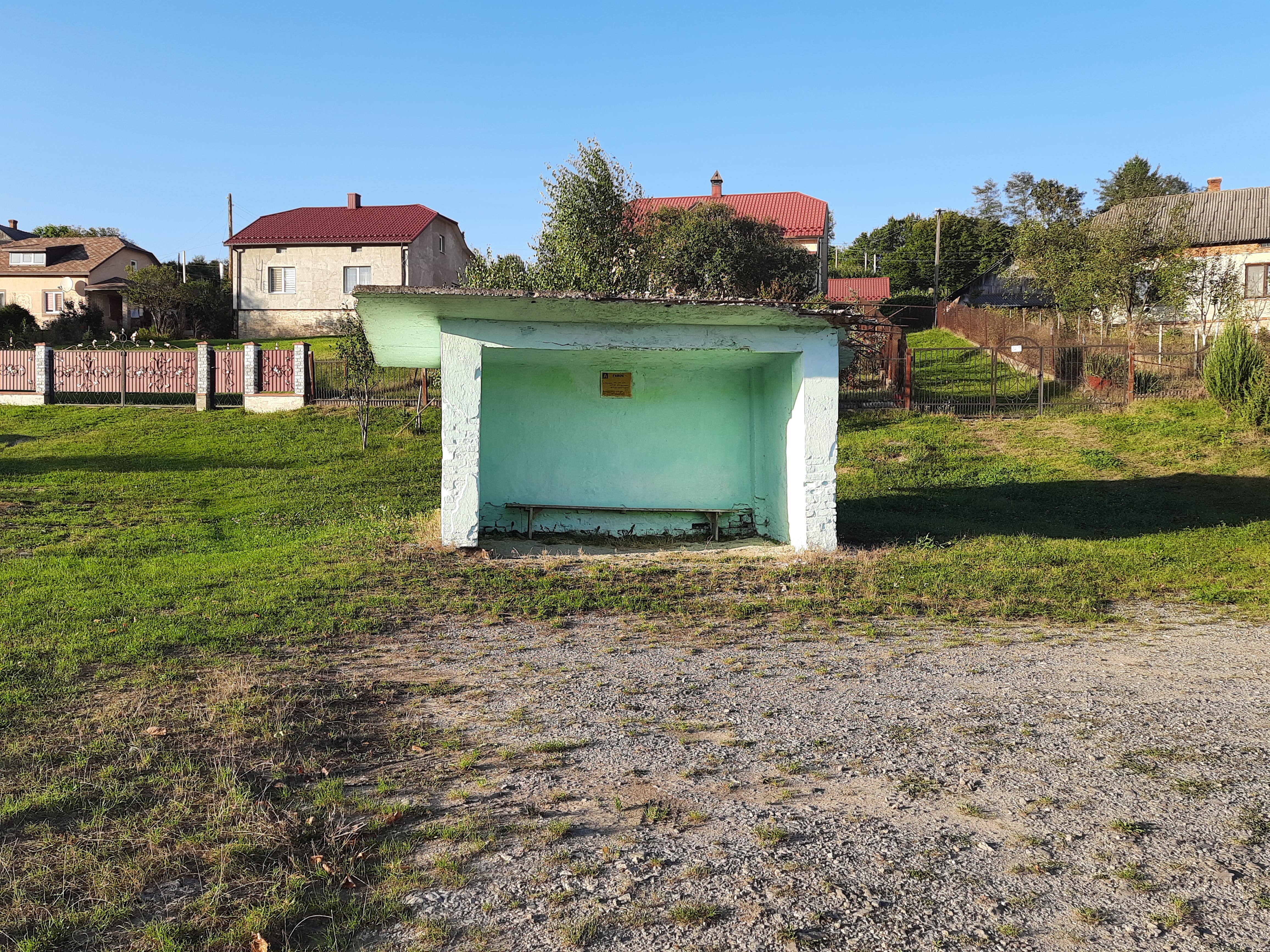
Автобусна зупинка
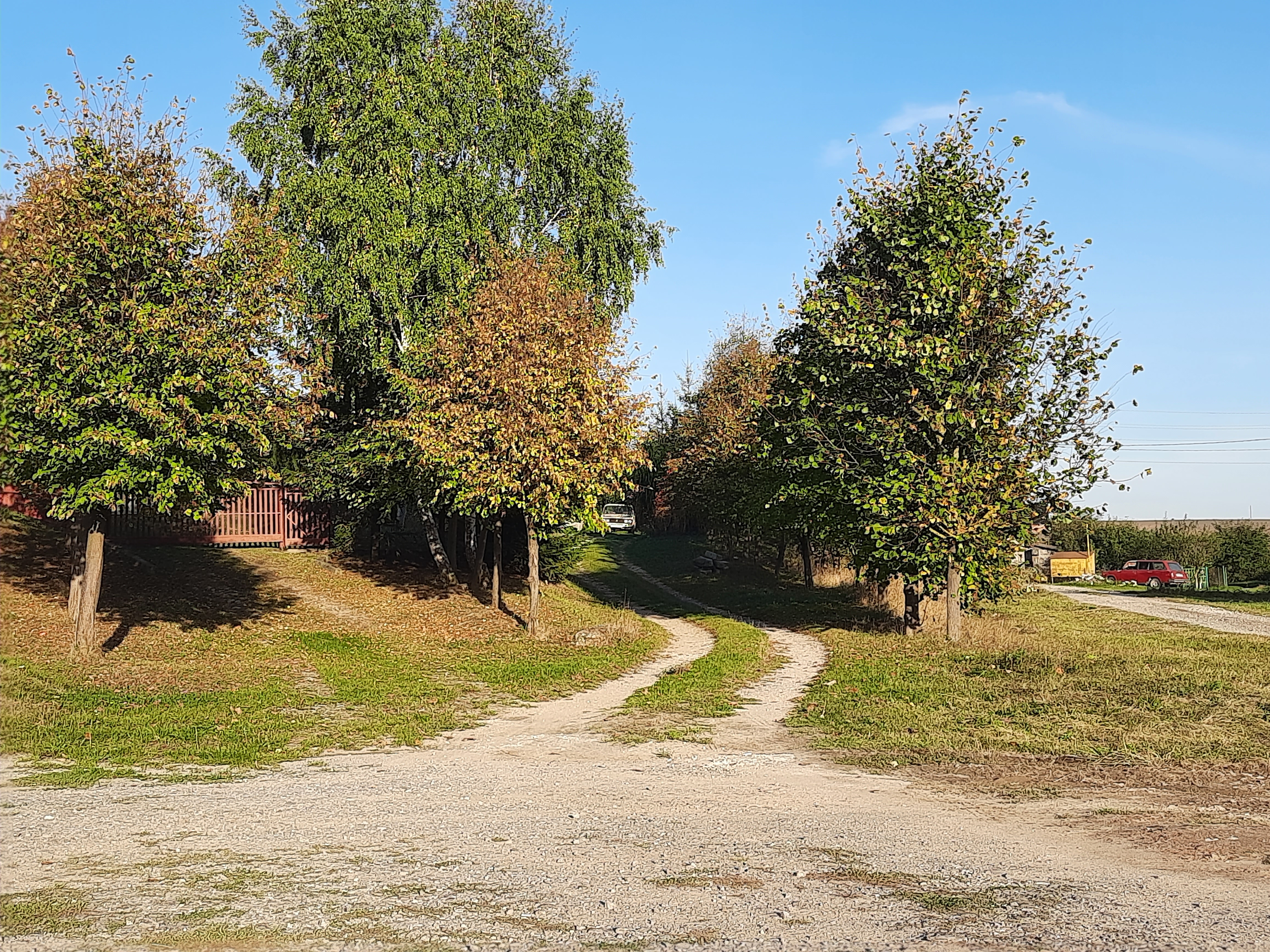
Сільський краєвид
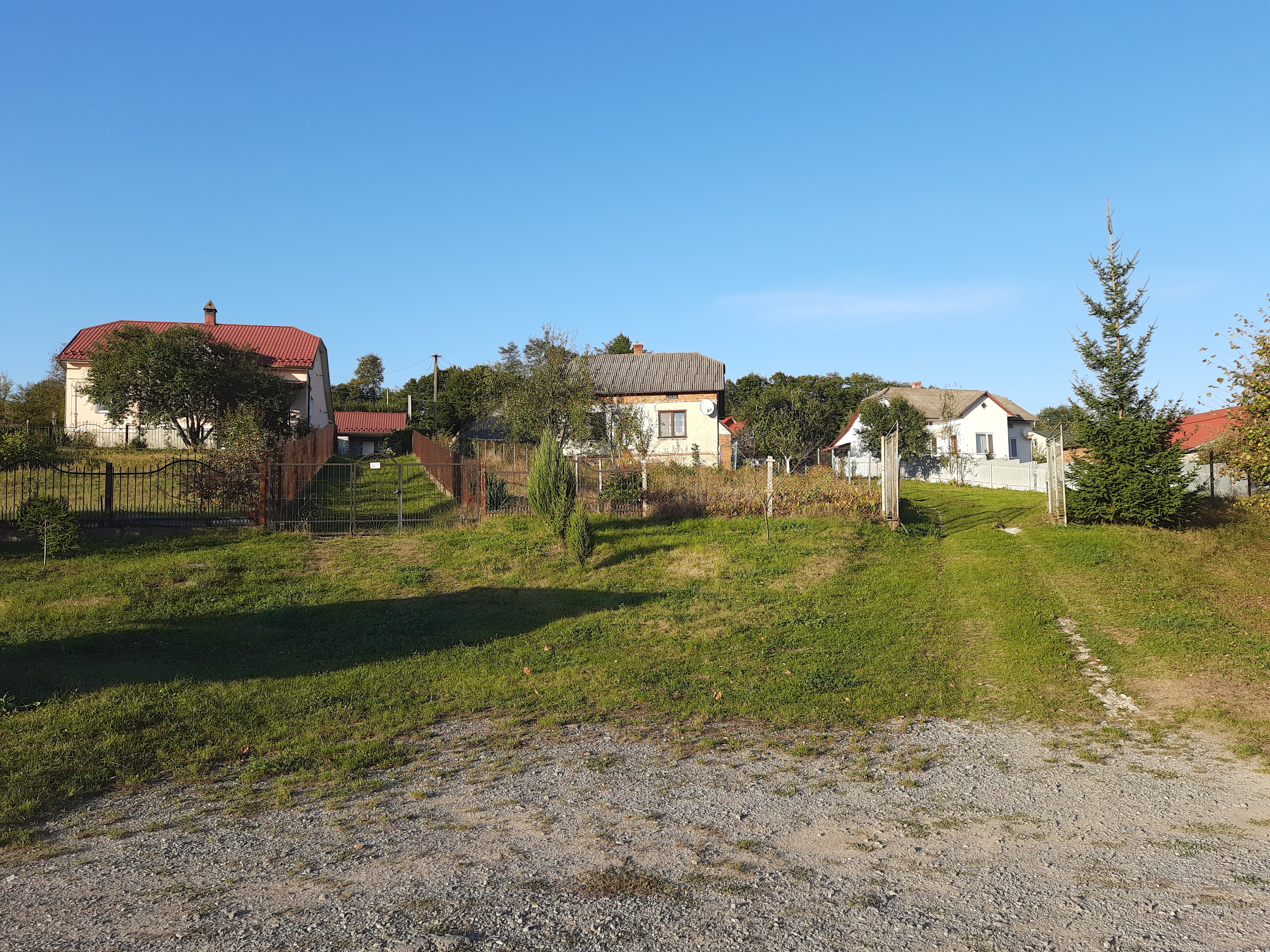
Сільський пейзаж